# SORROW OF TRANQUILITY
SORROW OF TRANQUILITY(ソロウ・オブ・トランキュリティ)は、日本のメロディックデスメタルバンド。

## 略歴
1990年にNUNOを中心に結成。結成時はシャカモンキーという名前であった。結成時のメンバーは、SHOUJI (Vo)、NUNO (G)、DARUMA (B)、MARTY (Dr)の4人。SHOUJIは結成後すぐに脱退し、KAZOOYA (Vo)が加入。更にライブ当日にDARUMAが失踪し脱退。同ライブはベースレスで行ったという。その後同ライブで知り合ったJUN (B)が加入する。
音楽性の転換と共にバンド名をSORROW OF TRANQUILITYに変更。バンド名変更後、MARTYとJUNが脱退を表明するがその後一時保留となる。一度は脱退を保留したものの結局JUNは脱退し、前ベーシストのDARUMAが復帰。MARTYが2度目の脱退を表明するが、説得され翻意し残留する。更にゲストの扱いで参加したPOWER THE NORI (G)が正式に加入し5人体制になる。その後作成したデモテープ「Energy」によって、フィンランドの名門メタルレーベル、スパインファーム・レコード傘下のスパイクファーム・レコードから契約オファーを受ける。しかしこのオファーを蹴り、日本のOUTTABOMB Recordsと契約。
2002年に1stアルバム『Empire From Darkness』をリリースする。リリース後のライブツアーの疲れからメンバー間の人間関係が悪化し、DARUMA、MARTY、POWER THE NORIの3名が脱退する。3名の脱退後、最終作として1stシングル『Engagement-Hill』をリリース。同シングルにはMARTYがドラマーとして、POWER THE NORIがアシスタントプロデューサーとして参加している。最終作とされたシングルリリース後も解散は行わなかったが、NUNOとKAZOOYAの人間関係も悪化しKAZOOYAが脱退。1人となったNUNOはSORROW OF TRANQUILITYを解散することを決めるが、デスラッシュバンド・Defameのボーカリスト、NOBUに知人の紹介で出会ったことから翻意。バンドを継続することを決め、NOBU (Vo)がSORROW OF TRANQUILITYに加入する。更にMARTYと、POWER THE NORIがベーシストとして復帰しバンドの体制が整う。
しかし加入から半年ほどでNOBUが失踪し脱退。COMMUNITY TRUSTのキム (Vo)がサポートとして参加したが、後任ボーカリストが定まらず、NUNOがボーカリストを兼任することとなる。それからしばらくしてGO (Vo)が加入する。
2005年にデモCD-R『天下布武』、2010年に、デモCD-R『新世紀創世』をリリース。

## メンバー

### 現メンバー
- GOOWY - ボーカル
GOと表記されることもある。
- NUNO - リードギター
アルバムなどでは、NUNO ZOMBIEとクレジットされていた。SORROW OF TRANQUILITYのリーダーで、メインソングライターでもある。バンドの時期によっては、ベースを兼任したり、ボーカルを兼任していたこともある。
- POWER THE NORI - ベース
一時脱退しているが、脱退前はリズムギター担当だった。『Empire From Darkness』や『Engagement-Hill』では、POWER☆THE NORIとクレジットされていた。
- MARTY - ドラムス
一時期脱退していたが、復帰する。『Empire From Darkness』や『Engagement-Hill』では、Rが反転したもの（キリル文字のЯ）を用いて、MAЯTYとクレジットされていた。(参考：偽キリル文字)

### 旧メンバー
- SHOUJI - ボーカル
- KAZOOYA - ボーカル
- NOBU - ボーカル
Defameでも活動。
- JUN - ベース
- DARUMA - ベース
『Empire From Darkness』では、DARUMA OF THE PHOENIX #03とクレジットされた。

## ディスコグラフィ

### デモ
- シャカモンキーdemo (シャカモンキー名義)
- Eclipse -蝕-　（デモテープ）
- Energy　（デモテープ）
- SORROW OF TRANQUILITY liveテープ
- 2005年 天下布武　(デモCD-R)
- 2010年 新世紀創世 　(デモCD-R)

### フルアルバム
- 2002年 Empire From Darkness

### シングル
- 2002年 Engagement-Hill